# 50.ª edición de los Premios Grammy
La 50.ª edición de los Premios Grammy se celebró el 10 de febrero de 2008 en el Staples Center de Los Ángeles, en reconocimiento a los logros discográficos alcanzados por los artistas musicales durante el año anterior. El evento fue televisado en directo en Estados Unidos por CBS. Amy Winehouse fue la gran triunfadora obteniendo un total de cinco galardones, igualando el récord de otras cantantes como Lauryn Hill, Norah Jones, Alicia Keys y Beyoncé.
Winehouse no asistió a la ceremonia ya que se encontraba en rehabilitación en Londres y también porque le habían revocado la Visa de trabajo por sus recientes problemas con las drogas.

## Actuaciones y presentadores
Actuaciones
La siguiente lista de intérpretes está organizada por orden alfabético:
- Los protagonistas de Across the Universe
- Alicia Keys — "Superwoman" y "No One"
- Amy Winehouse (vía satélite desde Londres) — "Rehab" y "You Know I'm No Good"
- Andrea Bocelli
- Aretha Franklin
- BeBe Winans
- Beyonce
- Brad Paisley
- Carrie Underwood  — "Before He Cheats"
- Los protagonistas del Cirque du Soleil
- Daft Punk
- Dave Koz
- Eldar
- Feist  — "1234"
- Fergie & John Legend — "Finally"
- Foo Fighters
- Frank Sinatra
- Herbie Hancock
- Israel and New Breed
- Jerry Lee Lewis
- John Fogerty
- John Legend
- John Mayer
- John Paul Jones
- Josh Groban
- Kanye West & Daft Punk
- Keely Smith
- Kid Rock
- Lang Lang
- Little Richard
- Rihanna
- The Clark Sisters
- The Madison Bumblebees
- The Time
- Tina Turner
- Trin-i-tee 5:7

Presentadores
La siguiente lista de presentadores está organizada por orden alfabético:
- Akon
- Jason Bateman
- Tony Bennett
- Dierks Bentley
- Chris Brown
- Cher
- Natalie Cole
- Mike Shinoda
- Fergie
- Nelly Furtado
- Cuba Gooding, Jr.
- Juanes
- Tom Hanks
- Quincy Jones
- Carole King
- Solange Knowles
- Cyndi Lauper
- Miley Cyrus
- John Legend
- George López
- Lyle Lovett
- Ludacris
- Joe Mantegna
- Bette Midler
- Prince
- Bonnie Raitt
- Roselyn Sánchez
- Keely Smith
- Ringo Starr
- David A. Stewart
- Taylor Swift
- Usher
- will.i.am
- Andy Williams
- Stevie Wonder

## Ganadores y nominados

### Generales
Grabación del año
- Amy Winehouse (compositora e intérprete) por "Rehab" '
- Beyoncé, S. Smith & Stargate (productores), Jim Caruana, Jason Goldstein & Geoff Rice (ingenieros/mezcladores); Beyonce (intérprete) por "Irreplaceable"
- Gil Norton (productor), Adrian Bushby & Rich Costey (ingenieros/mezcladores); Foo Fighters (intérpretes) por "The Pretender"
- Kuk Harrell & C. "Tricky" Stewart (productores), Kuk Harrell & Manny Marroquin (ingenieros/mezcladores); Rihanna & Jay-Z (intérpretes) por "Umbrella"
- Nate (Danja) Hills, Timbaland & Justin Timberlake (productores), Jimmy Douglass & Timbaland (ingenieros/mezcladores); Justin Timberlake (intérprete) por "What Goes Around.../...Comes Around"

Álbum del año
- Herbie Hancock & Larry Klein (productores); Helik Hadar (ingeniero/mezclador); Bernie Grundman (ingeniero); Herbie Hancock (compositor); Leonard Cohen, Norah Jones, Joni Mitchell, Corinne Bailey Rae, Luciana Souza & Tina Turner (intérpretes) por River: The Joni Letters
- Gil Norton (productor), Adrian Bushby & Rich Costey (ingenieros/mezcladores), Brian Gardner (masterización); Foo Fighters (intérpretes) por Echoes, Silence, Patience & Grace
- Vince Gill, John Hobbs & Justin Niebank (productores); Neal Cappellino & Justin Niebank (ingenieros/mezcladores); Adam Ayan (masterización); Vince Gill con John Anderson, Guy Clark, Rodney Crowell, Diana Krall & The Del McCoury Band (intérpretes) por These Days
- Daft Punk, Chris Martin, Douglas Vale, Warryn "Baby Dubb" Campbell, Eric Hudson, Brian "Allday" Miller, Nottz, Patrick "Plain Pat" Reynolds, Gee Roberson, Toomp & Kanye West (productores); Bruce Beuchner, Andrew Dawson, Mike Dean, Anthony Kilhoffer, Greg Koller, Manny Marroquin, Nottz Raw, Tony Rey, Seiji Sekine, Paul Sheehy & D. Sloan (ingenieros/mezcladores); Vlado Meller (masterización); Kanye West con Dwele, Lil Wayne, Mos Def & T-Pain (intérpretes) por Graduation
- Mark Ronson & Salaam Remi (productores); Tom Elmhirst, Gary Noble & Franklin Socorro, (ingenieros/mezcladores); Mark Ronson (masterización); Amy Winehouse (intérpretes) por Back to Black

Canción del año
- Amy Winehouse (compositora e intérprete) por "Rehab"
- Josh Kear & Chris Tompkins (compositores); Carrie Underwood (intérprete) por "Before He Cheats"
- Tom Higgenson (compositor); Plain White T's (intérpretes) por "Hey There Delilah"
- Corinne Bailey Rae (compositora e intérprete) "Like a Star"
- Jay-Z, Kuk Harrell, Terius "Dream" Nash & Christopher Stewart (compositores); Rihanna & Jay-Z (intérpretes) por "Umbrella"

Mejor artista novel
- Amy Winehouse
- Feist
- Ledisi
- Paramore
- Taylor Swift

### Alternativa
Mejor álbum de música alternativa
- The White Stripes por Icky Thump
- Lily Allen por Alright, Still
- Arcade Fire por Neon Bible
- Björk por Volta
- The Shins por Wincing the Night Away

### Blues
Mejor álbum de blues tradicional
- Henry Townsend, Pinetop Perkins, Robert Lockwood, Jr. & David Honeyboy Edwards por Last of the Great Mississippi Delta Bluesmen: Live In Dallas
- Pinetop Perkins por Pinetop Perkins on the 88's: Live in Chicago
- Otis Rush por Live...and in Concert from San Francisco
- Kenny Wayne Shepherd & varios artistas por 10 Days Out: Blues from the Backroads
- Koko Taylor por Old School

Mejor álbum de blues contemporáneo
- JJ Cale & Eric Clapton por The Road to Escondido
- Joan Armatrading por Into the Blues
- Doyle Bramhall por Is It News
- Robben Ford por Truth
- Bettye LaVette por The Scene of the Crime

### Clásica
Mejor interpretación orquestal
- Leonard Slatkin (director) & Nashville Symphony Orchestra por Tower: Made in America
- Osmo Vänskä (director) & Minnesota Orchestra por Beethoven: Sinfonía n.º 9
- José Serebrier (director) & Royal Scottish National Orchestra por Shostakovich: The Golden Age
- Esa Pekka Salonen (director) & Los Angeles Philharmonic por Stravinsky: Le Sacre du Printemps
- Robert Spano (director) & Atlanta Symphony Orchestra por Vaughan Williams: Sinfonía n.º 5, Fantasia on a Theme by Thomas Tallis, Serenade to Music

Mejor interpretación solista vocal clásica
- Lorraine Hunt Lieberson (solista), Dirk Sobotka (productor), James Levine (director) & Boston Symphony Orchestra por Lorraine Hunt Lieberson Sings Peter Lieberson: Neruda Songs
- Rolando Villazón (solista); Plácido Domingo (director) & Orquesta de la Comunidad de Madrid por Gitano: Zarzuela Arias
- Renée Fleming (solista); Valery Gergiev (director) & Orchestra Of The Mariinsky Theatre por Homage: The Age of the Diva
- Anna Netrebko (solista); Valery Gergiev (director) & Orchestra Of The Mariinsky Theatre por Russian Album
- Sarah Connolly (solista); Simon Wright (director) & Bournemouth Symphony Orchestra & Chorus por Sea Pictures, Op. 37

Mejor grabación de ópera
- Brian Couzens (productor), Sir Charles Mackerras (director), Rebecca Evans, Jane Henschel & Jennifer Larmore; Sarah Coppen, Diana Montague & Sarah Tynan; New London Children's Choir; Philharmonia Orchestra por Humperdinck: Hansel & Gretel
- Michael Haas (productor), José de Eusebio (director), Enrique Baquerizo, Carlos Chausson, Plácido Domingo, Jane Henschel & Carol Vaness; Orquesta y Coro de la Comunidad de Madrid por Albéniz: Pepita Jiménez
- Patric Schmid (productor), Mark Elder (director), Carmelo Corrado Caruso, Giuseppe Filianoti, Vesselina Kasarova, Simon Keenlyside & Alastair Miles; The Royal Opera Chorus; The Orchestra of the Royal Opera House, Covent Garden por Donizetti: Dom Sébastien, Roi De Portugal
- Renate Wolter–Seevers (productor), Paul O'Dette & Stephen Stubbs (directores); Howard Crook, Ellen Hargis, Laura Pudwell & Harry Van Der Kamp; Boston Early Music Festival Orchestra & Chorus por Lully: Thésée
- Andreas Caemmerer & Felix Gargerle (productores), Zubin Mehta (director), Piotr Beczala, Paolo Gavanelli & Anja Harteros; Bavarian State Orchestra & Choir por Verdi: La Traviata

Mejor interpretación coral
- Simon Rattle (director), Simon Halsey (director de coro), Thomas Quasthoff & Dorothea Röschmann; Rundfunkchor Berlin; Berliner Philharmoniker por Brahms: Ein Deutsches Requiem
- Riccardo Muti (director), Peter Dijkstra (director de coro), Ildar Abdrazakov, Herbert Lippert, Marianna Pizzolato & Ruth Ziesak; Chor Des Bayerischen Rundfunks; Symphonieorchester des Bayerischen Rundfunks por Cherubini: Missa Solemnis in E
- Charles Bruffy (director), Kansas City Chorale & Phoenix Bach Choir por Grechaninov: Passion Week
- Antoni Wit (director), Henryk Wojnarowski (director de coro), Boris Carmeli, Ewa Marciniec, Aga Mikolaj, Wieslaw Ochman, Olga Pasichnyk & Romuald Tesarowicz; Warsaw National Philharmonic Orchestra & Choir por Penderecki: Sinfonía n.º 7 'Seven Gates Of Jerusalem'
- Michael Gielen (director), Howard Arman & Michael Gläser (directores de coro), Melanie Diener, Ralf Lukas, Yvonne Naef, Andreas Schmidt, Gerhard Siegel & Robert Dean Smith; Chor Des Bayerischen Rundfunks & MDR Rundfunkchor Leipzig; SWR Sinfonieorchester Baden–Baden Und Freiburg por Schönberg: Gurrelieder

Mejor interpretación clásica, solista instrumental (con orquesta)
- Bramwell Tovey (director), James Ehnes & Vancouver Symphony Orchestra por Barber / Korngold / Walton: Violin Concertos
- Christoph Eschenbach (director), Lang Lang & Orchestre de Paris por Beethoven: Piano Concertos Nos. 1 & 4
- Simon Rattle (director), Sabine Meyer, Emmanuel Pahud & Berliner Philharmoniker por Nielsen: Clarinet & Flute Concertos
- Dmitry Yablonsky (director), Anastasia Khitruk & Russian Philharmonic Orchestra por Rózsa: Violin Concerto, Op. 24
- Ari Rasilainen (director), Sol Gabetta & Münchner Rundfunkorchester por Chaikovski / Saint-Saëns / Ginastera

Mejor interpretación clásica, solista instrumental (sin orquesta)
- Garrick Ohlsson por Beethoven Sonatas, Vol. 3
- Marc-André Hamelin por Haydn: Piano Sonatas
- Kenneth Boulton por Louisiana: A Pianist's Journey
- Manuel Barrueco por Solo Piazzolla
- Allison Brewster Franzetti por 20th Century Piano Sonatas

Mejor interpretación de conjunto musical pequeño o música de cámara
- Yuri Bashmet (director), Moscow Soloists por Stravinsky: Apollo, Concerto in D / Prokofiev: 20 Visions Fugitives
- Swiss Baroque Soloists por Bach: Brandenburg Concertos
- Frank Proto (director), Eddie Daniels & Ensemble Sans Frontière por Bridges: Eddie Daniels Plays the Music of Frank Proto
- Kenneth Slowik (director), The Smithsonian Chamber Players & Santa Fe Pro Música por Mahler: Das Lied von der Erde
- Stile Antico por Music for Compline

Mejor interpretación de música de cámara
- Eighth Blackbird por Strange Imaginary Animals
- Artists Of The Royal Conservatory Ensemble (Richard Margison, Joaquín Valdepeñas & Diane Werner) por On the Threshold of Hope
- Oleg Maisenberg & Sabine Meyer por Saint-Saëns / Poulenc / Devienne / Milhaud
- Ying Quartet (James Dunham & Paul Katz) por Chaikovski: Three String Quartets, Souvenir De Florence
- Joseph Banowetz & Alton Chung Ming Chan por 30 Songs of the Russian People

Mejor composición clásica contemporánea
- Joan Tower (compositor); Leonard Slatkin (director) & Nashville Symphony Orchestra por Tower: Made in America
- Joan Albert Amargós (compositor); Lan Shui (director), Danish National Symphony Orchestra por Amargós: Northern Concerto
- David Chesky (compositor); Rossen Gergov (director), Symphony Orchestra Of Norrlands Opera por Chesky: Concerto for Bassoon and Orchestra
- Jennifer Higdon (compositor); Eighth Blackbird por Higdon: Zaka
- Peter Lieberson (compositor); James Levine (director), Lorraine Hunt Lieberson & Boston Symphony Orchestra por Lorraine Hunt Lieberson Sings Peter Lieberson: Neruda Songs'

Mejor álbum de música clásica
- Tim Handley (productor), Leonard Slatkin (director) & Nashville Symphony Orchestra por Tower: Made In America
- Wilhelm Meister (productor), Riccardo Muti (director), Ildar Abdrazakov, Herbert Lippert, Marianna Pizzolato & Ruth Ziesak; Orquesta Sinfónica de la Radio de Baviera por Cherubini: Missa Solemnis in E
- Blanton Alspaugh (productor), Charles Bruffy (director), Kansas City Chorale & Phoenix Bach Choir por Grechaninov: Passion Week
- David Frost (productor), Valery Gergiev (director), Renée Fleming & Orchestra Of The Mariinsky Theatre por Homage: The Age of the Diva
- Dirk Sobotka (productor), James Levine (director), Lorraine Hunt Lieberson & Boston Symphony Orchestra por Lorraine Hunt Lieberson Sings Peter Lieberson: Neruda Songs

Mejor álbum crossover de música clásica
- Turtle Island String Quartet por A Love Supreme: The Legacy of John Coltrane
- Thomas Quasthoff por The Jazz Album: Watch What Happens
- Craig Jessop & Mack Wilberg (directores), Mormon Tabernacle Choir & Orchestra At Temple Square por Spirit of the Season
- Quartet San Francisco por Whirled Chamber Music
- Brian Setzer & The Brian Setzer Orchestra por Wolfgang's Big Night Out

### Composición y arreglos
Mejor composición instrumental
- Maria Schneider (compositora); Maria Schneider Orchestra (intérpretes) por "Cerulean Skies"
- Harry Connick, Jr. (compositor e intérprete) por "Ash Wednesday"
- Mark Walker (compositor); Oregon (intérpretes) por "Deep Six"
- Philip Glass (compositor e intérprete) por "I Knew Her"
- Béla Fleck (compositor); Chick Corea & Béla Fleck (intérpretes) por "Spectacle"

Mejor arreglo instrumental
- Vince Mendoza (arreglista); Joe Zawinul (intérprete) por "In a Silent Way"
- Harry Connick, Jr. (arreglista e intérprete) por "Ash Wednesday"
- Steve Wiest (arreglista); Maynard Ferguson (intérprete) por "Bésame mucho"
- Frank Macchia (arreglista); Frank Macchia & The Prague Orchestra (intérpretes) por "Black Is the Color of My True Love's Hair"
- Gordon Goodwin (arreglista); Gordon Goodwin's Big Phat Band (intérpretes) por "Yo Tannenbaum (de Bah, Humduck! A Looney Tunes Christmas)"

Mejor arreglo instrumental acompañado de vocalista
- John Clayton (arreglista); Queen Latifah (intérprete) por "I'm Gonna Live Till I Die"
- Jorge Calandrelli (arreglista); Ella Fitzgerald & Jorge Calandrelli (intérprete) por "Cry Me a River"
- Jay Ashby, Darmon Meader & Kim Nazarian (arreglistas); New York Voices (intérpretes) por "In the Wee Small Hours of the Morning"
- Michael Abene (arreglista); Patti Austin (intérprete) por "Overture/Gershwin Medley"
- Pete McGuinness (arreglista); The Pete McGuinness Jazz Orchestra (intérprete) por "Smile"

### Composición para medio visual
Mejor recopilación de banda sonora para película, televisión u otro medio visual
- George Martin & Giles Martin; The Beatles (intérpretes) por Love
- Varios intérpretes por Across The Universe
- Varios intérpretes por Dreamgirls
- Varios intérpretes por Hairspray
- Glen Hansard & Marketa Irglova por Once

Mejor composición instrumental escrita para una película, televisión u otro medio visual
- Michael Giacchino por Ratatouille
- Gustavo Santaolalla por Babel
- James Newton Howard por Blood Diamond
- Howard Shore por The Departed
- John Powell por Happy Feet
- Javier Navarrete por El laberinto del fauno

Mejor canción escrita para una película, televisión u otro medio visual
- Siedah Garrett & Henry Krieger (compositores); Jennifer Hudson (intérprete) por "Love You I Do" (de Dreamgirls)
- David Arnold & Chris Cornell (compositores); Chris Cornell (intérprete) por "You Know My Name" (de Casino Royale)
- Glen Hansard & Marketa Irglova (compositores e intérpretes) por "Falling Slowly" (de Once)
- Prince (compositor e intérprete) por "Song of the Heart" (de Happy Feet)
- Eddie Vedder (compositor e intérprete) por "Guaranteed" (de Into the Wild)

### Country
Mejor interpretación vocal country, femenina
- Carrie Underwood por "Before He Cheats"
- Alison Krauss por "Simple Love"
- Miranda Lambert por "Famous in a Small Town"
- LeAnn Rimes por "Nothin' Better to Do"
- Trisha Yearwood por "Heaven, Heartache, and the Power of Love"

Mejor interpretación vocal country, masculina
- Keith Urban por "Stupid Boy"
- Dierks Bentley por "Long Trip Alone"
- Alan Jackson por "A Woman's Love"
- Tim McGraw por "If You're Reading This"
- George Strait por "Give It Away"

Mejor interpretación country, duo o grupo
- Eagles por "How Long"
- Brooks & Dunn por "Proud of the House We Built"
- Emerson Drive por "Moments"
- Montgomery Gentry por "Lucky Man"
- The Time Jumpers por "Sweet Memories"

Mejor colaboración vocal country
- Willie Nelson & Ray Price por "Lost Highway"
- Steve Earle & Allison Moorer por "Days Aren't Long Enough"
- Reba McEntire & Kelly Clarkson por "Because of You"
- Tim McGraw & Faith Hill por "I Need You"
- Brad Paisley & Carrie Underwood por "Oh Love"

Mejor interpretación instrumental country
- Brad Paisley por "Throttleneck"
- Russ Barenberg por "Little Monk"
- The Greencards por "Mucky the Duck"
- Andy Statman por "Rawhide!"
- The Time Jumpers por "Fidoodlin"

Mejor canción country
- Josh Kear & Chris Tompkins (compositores); Carrie Underwood (intérprete) por "Before He Cheats"
- Bill Anderson, Buddy Cannon & Jamey Johnson (compositores); George Strait (intérprete) por "Give It Away"
- Tony Lane & David Lee (compositores); Tim McGraw & Faith Hill (intérpretes) por "I Need You"
- Tim McGraw, Brad Warren & Brett Warren (compositores); Tim McGraw (intérprete) por "If You're Reading This"
- Brett Beavers, Dierks Bentley & Steve Bogard (compositores); Dierks Bentley (intérprete) por "Long Trip Alone"

Mejor álbum de música country
- Vince Gill por These Days
- Dierks Bentley por Long Trip Alone
- Tim McGraw por Let It Go
- Brad Paisley por 5th Gear
- George Strait por It Just Comes Natural

Mejor álbum de bluegrass
- Jim Lauderdale por The Bluegrass Diaries
- Cherryholmes por Cherryholmes II: Black and White
- J. D. Crowe & The New South por Lefty's Old Guitar
- The Seldom Scene por Scenechronized
- Tony Trischka por Double Banjo Bluegrass Spectacular

### Dance
Mejor grabación dance
- Nate (Danja) Hills, Timbaland & Justin Timberlake (productores); Jimmy Douglass & Timbaland (mezcladores); Justin Timberlake (intérprete) por "LoveStoned/I Think She Knows Interlude"
- Tom Rowlands & Ed Simons (productores); The Chemical Brothers (intérpretes) por "Do It Again"
- Gaspard Auge & Xavier de Rosnay (productores/mezcladores); Justice (intérpretes) por "D.A.N.C.E."
- Jodi Marr, John Merchant, Mika & Greg Wells (productores); Greg Wells (mezclador); Mika (intérprete) por "Love Today"
- Stargate (productores), Phil Tan (mezclador); Rihanna (intérprete) por "Don't Stop the Music"

Mejor álbum de dance/electrónica
- The Chemical Brothers por We Are the Night
- Justice por †
- LCD Soundsystem por Sound of Silver
- Shiny Toy Guns por We Are Pilots
- Tiësto por Elements of Life

### Espectáculo musical
Mejor álbum de espectáculo musical
- Duncan Sheik (productor/compositor), Steven Sater (letrista) & el reparto original de Broadway con Jonathan Groff, Lea Michele y otros por Spring Awakening
- David Caddick (productor), Marvin Hamlisch (compositor), Edward Kleban (letrista) & el reparto de 2006 con varios intérpretes por A Chorus Line
- Tommy Krasker (productor), Stephen Sondheim (compositor/letrista) & el reparto de 2006 con Raúl Esparza y otros por Company
- Steven Epstein (productor), Scott Frankel (compositor), Michael Korie (letrista) & el reparto original con Christine Ebersole, Mary Louise Wilson y otros por Grey Gardens
- Nick Panntrick (productor), Leonard Bernstein (compositor), Stephen Sondheim (letrista) & el reparto original con Vittorio Grigolo, Hayley Westenra, Connie Fisher y otros por West Side Story

### Folk
Mejor álbum de folk tradicional
- Levon Helm por Dirt Farmer
- David Bromberg por Try Me One More Time
- Peter Case por Let Us Now Praise Sleepy John
- Cathy Fink por Banjo Talkin
- Charlie Louvin por Charlie Louvin

Mejor álbum de folk contemporáneo
- Steve Earle por Washington Square Serenade
- Mary Chapin Carpenter por The Calling
- Ry Cooder por My Name Is Buddy
- Patty Griffin por Children Running Through
- Tom Waits por Orphans: Brawlers, Bawlers & Bastards

Mejor álbum de música nativo americana
- Johnny Whitehorse por Totemic Flute Chants
- Walter Ahhaitty & Friends por Oklahoma Style
- Black Lodge por Watch This Dancer!
- Davis Mitchell por The Ballad of Old Times
- R. Carlos Nakai, Cliff Sarde, William Eaton & Randy Wood por Reconnections

Mejor álbum de folk hawaiano
- Varios artistas por Treasures of Hawaiian Slack Key Guitar
- Keola Beamer por Ka Hikina O Ka Hau (The Coming of the Snow)
- Tia Carrere por Hawaiiana
- Cyril Pahinui por He'eia
- Raiatea Helm por Hawaiian Blossom

Mejor álbum de música zydeco o cajun
- Terrance Simien and the Zydeco Experience por Live! Worldwide
- Geno Delafose & French Rockin' Boogie por Le Cowboy Creole
- Lisa Haley por King Cake
- Lost Bayou Ramblers por Live: Á La Blue Moon
- Pine Leaf Boys por Blues De Musicien
- Racines por Racines
- Roddie Romero & the Hub City All–Stars por The La Louisianne Sessions

### Góspel
Mejor interpretación góspel
- Aretha Franklin, Mary J. Blige & The Harlem Boys Choir por "Never Gonna Break My Faith"
- Casting Crowns por "East to West"
- The Clark Sisters por "Blessed & Highly Favored"
- Israel and New Breed & T-Bone por "With Long Life"
- CeCe Winans por "He Set My Life to Music"

Mejor canción góspel
- Karen Clark–Sheard (compositor); The Clark Sisters (intérpretes) por "Blessed & Highly Favored"
- Mark Hall & Bernie Herms (compositores); Casting Crowns (intérpretes) por "East to West"
- Donald Lawrence (compositor); Donald Lawrence & The Tri–City Singers (intérpretes) por "Encourage Yourself"
- Cary Barlowe, Toby McKeehan, Jamie Moore & Aaron Rice (compositores); TobyMac (intérprete) por "Made to Love"
- James L. Moss (compositor); J. Moss (intérprete) por "Praise on the Inside"

Mejor álbum góspel pop/contemporáneo
- Israel and New Breed por A Deeper Level
- Casting Crowns por The Altar and the Door
- Mandisa por True Beauty
- Michael W. Smith por Stand
- TobyMac por Portable Sounds

Mejor álbum góspel rock o rap
- Ashley Cleveland por Before the Daylight's Shot
- The Cross Movement por HIStory: Our Place In His Story
- Da’ T.R.U.T.H. por Open Book
- Pillar por The Reckoning
- Skillet por Comatose

Mejor álbum góspel sureño, country o bluegrass
- Ricky Skaggs & The Whites por Salt of the Earth
- Bill & Gloria Gaither and the Homecoming Friends por Amazing Grace
- Karen Peck & New River por Journey of Joy
- Billy Joe Shaver por Everybody's Brother
- Kenny & Amanda Smith Band por Tell Someone
- Varios artistas por I'll Fly Away: Country Hymns & Songs of Faith

Mejor álbum góspel tradicional
- The Clark Sisters por Live: One Last Time
- Donald Lawrence & The Tri–City Singers por The Grand Finale': Encourage Yourself
- Smokie Norful por Life Changing
- Marvin Sapp por Thirsty
- BeBe Winans por Cherch

Mejor álbum góspel R&B contemporáneo
- Fred Hammond por Free to Worship
- Coko por Grateful
- J. Moss por V2 ...
- Trin-i-tee 5:7 por T57
- Marvin Winans por Alone But Not Alone

### Hablado
Mejor álbum hablado
- Barack Obama por The Audacity of Hope: Thoughts on Reclaiming the American Dream
- Maya Angelou por Celebrations
- Bill Clinton por Giving: How Each of Us Can Change the World
- Jimmy Carter por Sunday Mornings in Plains: Bringing Peace to a Changing World
- Alan Alda por Things I Overheard While Talking to Myself

Mejor álbum de comedia
- Flight of the Conchords por The Distant Future
- George Lopez por America's Mexican
- Lisa Lampanelli por Dirty Girl
- Steven Wright por I Still Have a Pony
- Harry Shearer por Songs Pointed & Pointless

### Histórico
Mejor álbum histórico
- Nora Guthrie & Jorge Arévalo Mateus (productores); Jamie Howarth, Steve Rosenthal, Warren Russell-Smith & Dr. Kevin Short (masterización); Woody Guthrie (intérprete) por The Live Wire: Woody Guthrie in Performance 1949
- David Giovannoni, Meagan Hennessey & Richard Martin (productores); Richard Martin (masterización); varios intérpretes por Actionable Offenses: Indecent Phonograph Recordings from the 1890s
- Stuart Batsford, Mick Houghton & Phil Smee (productores); Dan Hersch & Bill Inglot (masterización); varios intérpretes por Forever Changing: The Golden Age of Elektra Records 1963-1973 (Deluxe Edition)
- Alec Palao (productor); Dan Hersch, Bill Inglot & Dave Schultz (masterización); varios intérpretes por Love Is the Song We Sing: San Francisco Nuggets 1965-1970
- Christopher King & Henry "Hank" Sapoznik (productores); Christopher King & Robert Vosgien (masterización); varios intérpretes por People Take Warning! Murder Ballads & Disaster Songs 1913-1938

### Infantil
Mejor álbum musical para niños
- The Muppets por A Green and Red Christmas
- Buck Howdy & BB por Chickens
- Sweet Honey in the Rock por Experience...101
- Bill Harley por I Wanna Play
- Peter Himmelman por My Green Kite
- Varios artistas por The Velveteen Rabbit: Love Can Make You Real

Mejor álbum hablado para niños
- Jim Dale por Harry Potter and the Deathly Hallows
- Milbre Burch por Making the Heart Whole Again: Stories for a Wounded World
- Meryl Streep & Stanley Tucci por The One and Only Shrek
- Toni Morrison por Who's Got Game? The Ant or the Grasshopper? The Lion or the Mouse? Poppy or the Snake?
- Diane Ferlatte por Wickety Whack: Brer Rabbit Is Back

### Jazz
Mejor solista de jazz instrumental
- Michael Brecker por "Anagram"
- Terence Blanchard por "Levees"
- Herbie Hancock por "Both Sides Now"
- Hank Jones por "Lullaby"
- Paul McCandless por "1000 Kilometers"

Mejor álbum de jazz instrumental, individual o grupo
- Michael Brecker por Pilgrimage
- The Bill Charlap Trio por Live at the Village Vanguard
- Joe Lovano & Hank Jones por Kids: Live at Dizzy's Club Coca–Cola
- John Patitucci por Line by Line
- Joshua Redman por Back East

Mejor álbum de jazz, conjunto grande
- Terence Blanchard por A Tale of God's Will (A Requiem for Katrina)
- Bob Florence por Eternal Licks & Grooves: Limited Edition
- The Bill Holman Band por Hommage
- Maria Schneider Orchestra por Sky Blue
- Charles Tolliver Big Band por With Love

Mejor álbum de jazz vocal
- Patti Austin por Avant Gershwin
- Dee Dee Bridgewater por Red Earth: A Malian Journey
- Freddy Cole por Music Maestro Please
- Kurt Elling por Nightmoves
- Tierney Sutton por On the Other Side

Mejor álbum de jazz contemporáneo
- Herbie Hancock por River: The Joni Letters
- Will Bernard por Party Hats
- Brian Bromberg por Downright Upright
- Eldar por Re–imagination
- Jeff Lorber por He Had A Hat

Mejor álbum de jazz latino
- Paquito Rivera Quintet por Funk Tango
- Sammy Figueroa & his Latin Jazz Explosion por The Magician
- Steve Khan por Borrowed Time
- Hector Martignon por Refugee
- Bobby Sanabria Big Band por Big Band Urban Folktales

### Latina
Mejor interpretación pop latino
- Alejandro Sanz por El tren de los momentos
- Miguel Bosé por Papito
- Jorge Drexler por 12 segundos de oscuridad
- Luis Miguel por Navidades
- Jennifer Peña por Dicen que el tiempo

Mejor interpretación latina tropical tradicional
- Juan Luis Guerra por La llave de mi corazón
- Cubanismo por Greetings From Havana
- Issac Delgado por En primera plana
- El Gran Combo De Puerto Rico por Arroz con habichuela
- Spanish Harlem Orchestra por United We Swing

Mejor interpretación mexicano-americana
- Pepe Aguilar por 100% Mexicano
- Cristian Castro por El indomable
- Vicente Fernández por Para siempre
- Paquita la del Barrio por Puro dolor
- Sones De México Ensemble por Esta tierra es tuya (This Land Is Your Land)

Mejor interpretación rock latino/alternativo
- Black Guayaba por No hay espacio
- Jarabe de palo por Adelantando
- Panda por Amantes Sunt Amentes
- Los Rabanes por Kamikaze
- Zoé por Memo Rex Commander y el Corazón Atómico de la Vía Láctea

Mejor álbum latino urbano
- Calle 13 por Residente o visitante
- Akwid por E.S.L.
- Tego Calderón por El Abayarde Contra-Ataca
- Daddy Yankee por El cartel: The Big Boss
- Fulanito por Vacaneria!

Mejor álbum tejano
- Little Joe & La Familia por Before the Next Teardrop Falls
- Ram Herrera and the Outlaw Band por Ram Herrera and the Outlaw Band 2007
- David Marez por Corazón de oro
- Rubén Ramos por 35th Anniversary
- Sunny Sauceda por Vagar libremente

Mejor álbum de banda
- El Chapo de Sinaloa por Te va a gustar
- El Potro de Sinaloa por Los mejores corridos
- Valentín Elizalde por Lobo domesticado
- K-PAZ De La Sierra por Conquistando corazones
- Lupillo Rivera por Entre copas y botellas

### New age
Mejor álbum de new age
- Paul Winter Consort por Crestone
- Peter Kater por Faces of the Sun
- Kitaro por Sacred Journey of Ku–Kai, Volume 3
- Ottmar Liebert por One Guitar
- Eric Tingstad por Southwest